# Jonas Wagner
Jonas Wagner (* 29. Mai 1997 in Bad Muskau, Sachsen) ist ein deutscher Leichtathlet, der sich auf den Hochsprung spezialisiert hat.

## Berufsweg
Nachdem Wagner beim Dresdner Sportclub aufgenommen worden war, wechselte der damals Zwölfjährige 2010 nach Dresden auf das dortige Sportgymnasium, einer Eliteschule des Sports, wo er auch Abitur machte und anschließend ein Physikstudium an der Technischen Universität Dresden begann.

## Sportliche Karriere
Obwohl in Weißwasser aufgewachsen, ging Wagner nicht zum Eishockey, da in seiner Familie mehr Verbindungen zur Leichtathletik als zum Eishockey bestanden, und so kam Wagner mit sechs Jahren zur Leichtathletik. Bei Mehrkämpfen sammelte er Wettkampferfahrungen. Sein Vorbild war damals der schwedische Hochspringer Stefan Holm.
2016 startete Wagner bei seinem Debüt auf nationaler Ebene bei den Deutschen Jugendhallenmeisterschaften (U20) gleich ohne gültigen Versuch. In der Freiluftsaison erreichte er bei den Deutschen Jugendmeisterschaften (U20) den sechsten Platz.
2017 kam er in der höheren Altersklasse bei den Deutschen U23-Meisterschaften auf den fünften Rang und belegte bei den Aktiven bei den Deutschen Meisterschaften den 6. Platz.
2018 hatte Wagner mal wieder keinen gültigen Versuch in der Halle. Diesmal bei den Aktiven bei den Deutschen Hallenmeisterschaften. In der Freiluftsaison wurde Wagner Deutscher U23-Vizemeister und verbesserte sich bei den Deutschen Meisterschaften auf den 4. Platz.
2019 kam er bei den Deutschen Hallenmeisterschaften auf Rang vier und wurde in der Freiluftsaison Deutscher U23-Meister. International schaffte es Wagner bei seiner Premiere im Nationaltrikot bei den U23-Europameisterschaften im schwedischen Gävle auf den 6. Platz. Bei den Deutschen Meisterschaften belegte er wieder den 4. Rang.
2020 holte Wagner in der wegen der COVID-19-Pandemie verspätet gestarteten Freiluftsaison mit Bronze bei den Deutschen Meisterschaften sein erstes Edelmetall in der Erwachsenenklasse.
2021 wurde Wagner Deutscher Hallenmeister. Dabei steigerte er seine persönliche Hallenbestleistung um insgesamt sechs Zentimeter. Zunächst sprang er ohne Fehlversuch einen Zentimeter höher als sein bisheriger Bestwert von 2,22 m. Anschließend verbesserte er sich im dritten Versuch auf 2,26 m und war damit schon Hallenmeister. Danach ließ Wagner die Normhöhe von 2,28 m für die Halleneuropameisterschaften Anfang März im polnischen Toruń auflegen, die er ebenfalls im dritten Versuch bewältigte. Bei den Halleneuropameisterschaften schied er in der Vorrunde mit übersprungenen 2,16 m aus. Diese Höhe reichte bei den Deutschen Meisterschaften für Bronze.

## Vereinszugehörigkeiten und Trainer
Seit 2010 ist Jonas Wagner beim Dresdner SC 1898, wo sein Trainer Jörg Elbe ist, der einst den Hochspringer Raúl Spank zu Erfolgen führte. Davor war er beim TSG Kraftwerk Boxberg/Weißwasser wo Wolfgang Persch sein erster Trainer war.

## Familie
Seine Eltern sind beide Sportlehrer: Die Mutter spielte Volleyball, sein Vater leitete eine Handball- und Basketball-AG und sein großer Bruder betrieb Hochsprung, den er nachahmen wollte.

## Bestleistungen
(Stand: 21. Februar 2021)

Leistungsentwicklung
| Jahr | Halle  | Freiluft |
| ---- | ------ | -------- |
| 2013 | 1,91 m | 1,90 m   |
| 2014 | 1,94 m | 1,88 m   |
| 2015 | 1,90 m | 1,80 m   |
| 2016 | 2,02 m | 2,04 m   |
| 2017 | 2,09 m | 2,10 m   |
| 2018 | 2,10 m | 2,15 m   |
| 2019 | 2,22 m | 2,24 m   |
| 2020 | 2,15 m | 2,20 m   |
| 2021 | 2,28 m | 2,27 m   |

Persönliche Bestleistungen
- Freiluft: 2,24 m, (Garbsen, 2. Februar 2019)
  - Halle: 2,28 m, (Dortmund, 21. Februar 2021)

## Erfolge
national
- 2016: 6. Platz Deutsche Jugendmeisterschaften (U20)
- 2017: 5. Platz Deutsche U23-Meisterschaften
- 2017: 6. Platz Deutsche Meisterschaften
- 2018: Deutscher U23-Vizemeister
- 2018: 4. Platz Deutsche Meisterschaften
- 2019: 4. Platz Deutsche Hallenmeisterschaften
- 2019: Deutscher U23-Meister
- 2019: 4. Platz Deutsche Meisterschaften
- 2020: 3. Platz Deutsche Meisterschaften
- 2021: Deutscher Hallenmeister
- 2021: 3. Platz Deutsche Meisterschaften

international
- 2019: 6. Platz U23-Europameisterschaften
- 2021: 11. Platz Halleneuropameisterschaften